# Матија Р. Костић
Матија Костић (Београд, 1986) српски је песник и књижевник.
Рођен је 3. новембра 1986. године у Београду. Објавио је прву књигу Срце куца наопако 2012. године у сопственом издању и другу књигу Одлетеће пчеле 2015. године, коју је објавила издавачка кућа Апостроф.
Сматра се да је Матијин песнички дар открио велики српски песник, књижевник и преводилац Драган Мраовић и као уредник часописа ПЕСНИЧКЕ НОВИНЕ објавио Матијине љубавне песме: Атлетичарка, Кроз хаљину танку, Она је гледала у мене...
Костић је привржен класичној (римованој) форми по извесном, очито унутрашњем дозиву, без умишљаја и кабастих предилекција. Складно проговара о опазивом свету, поигравајући се и меланхоличним опсервацијама о људској пролазности, неретко кроз лаке пошалице.
У свом мисаоном ткању песник се често бави темом смрти на начин који по форми подсећа на Дучића, Шантића, па и Ракића, Бранка Радичевића, на „стару школу`` српске поезије, односно има исповедно лирски фон. Задњи циклус поема у књизи Одлетеће пчеле, такође у версификацији коју песник ствара природно и са лакоћом, открива и његову склоност ка дугој, скоро епској форми, са понеким призвуком народне поезије.
- Песник је познат по љубавној песми УСНЕ коју је посветио српској тенисерки Александри Крунић, објављене у другој књизи Одлетеће пчеле. Пажњу медија је привукао текст (графит) исте коју је Матија исписао на обали Саве код Бранковог моста у Београду августа 2015. године.[6][7]